# Мазяр (деревня)
Мазяр (тат. Маҗар) — деревня в Высокогорском районе Республики Татарстан, в составе Большековалинского сельского поселения.

## География
Деревня находится в верховье реки Солонка, в 24 км к северо-западу от районного центра — посёлка Высокая Гора.

## История
Основание деревни относят к периоду Казанского ханства.
В сословном плане, в XVIII веке и вплоть до 1860-х годов, жителей деревни причисляли к государственным крестьянам. Их основные занятия в этот период – земледелие и скотоводство, были распространены печной, плотничный, портняжный и сапожный промыслы.
В «Списке населенных мест по сведениям 1859 года», изданном в 1866 году, населённый пункт упомянут как казённая деревня Мазяры 3-го стана Казанского уезда Казанской губернии. Располагалась при безымянном ключе, на торговом Галицком тракте, в 27 верстах от уездного и губернского города Казани и в 23 верстах от становой квартиры в казённой деревне Верхние Верески. В деревне, в 56 дворах жили 412 человек (212 мужчин и 200 женщин), была мечеть.
По сведениям из первоисточников, мечеть, мектеб и 4 мелочные лавки существовали в деревне в начале XX столетия. Земельный надел сельской общины составлял 748,1 десятины.
До 1920 года деревня входила в Ковалинскую волость Казанского уезда Казанской губернии. С 1920 года в составе Арского кантона ТАССР. С 10 августа 1930 – в Дубъязском, с 1 февраля 1963 – в Зеленодольском, с 12 января 1965 — в Высокогорском районах.
В 1931 году в деревне организован колхоз «Дингез», с 1994 года коллективное предприятие «Чулпан», с 1999 года общество с ограниченной ответственностью «Зур Кавал». С 2011 года деревня в составе общества с ограниченной ответственностью «Татмелиорация – Агро».

## Население
| 1782 | 1859 | 1897 | 1908 | 1920 | 1926 | 1938 | 1949 | 1958 | 1970 | 1989 | 2002 | 2010 | 2017 |
| ---- | ---- | ---- | ---- | ---- | ---- | ---- | ---- | ---- | ---- | ---- | ---- | ---- | ---- |
| 72   | 412  | 641  | 703  | 743  | 684  | 524  | 308  | 205  | 108  | 7    | 5    | 3    | 1    |

Национальный состав села — татары.